# Лобезький повіт

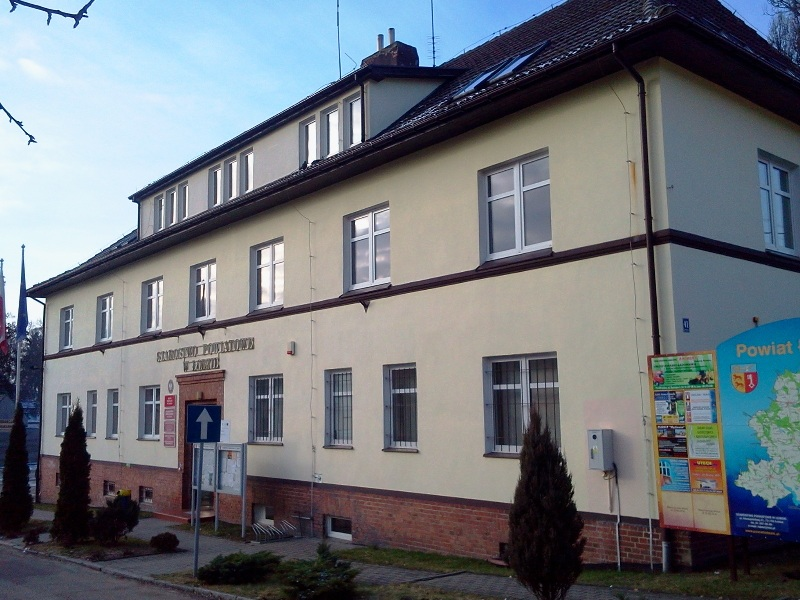
Ратуша

Лобезький повіт (пол. powiat łobeski) — один з 18 земських повітів Західнопоморського воєводства Польщі.
Утворений 1 січня 1999 року в результаті адміністративної реформи.

## Загальні дані
Повіт знаходиться у центральній частині воєводства.
Адміністративний центр — місто Лобез.
Станом на 1.01.2008 населення становить 38 206 осіб, площа 1065,13 км².
На терени повіту були депортовані 2255 українців з українських етнічних територій у 1947 році (т. з. акція «Вісла»).

## Демографія
Демографічні дані повіту станом на 30.06.2005:
|       | Всього | Всього | Жінки  | Жінки | Чоловіки | Чоловіки |
| ----- | ------ | ------ | ------ | ----- | -------- | -------- |
|       | осіб   | %      | осіб   | %     | осіб     | %        |
| Повіт | 38 330 | 100    | 19 428 | 50,7  | 18 902   | 49,3     |
| Міста | 20 116 | 100    | 10 348 | 51,4  | 9768     | 48,6     |
| Села  | 18 214 | 100    | 9080   | 49,9  | 9134     | 50,1     |